# Carol (fiume)
Il Carol (in catalano Querol), detto anche  Aravó, è un fiume del sud della Francia e della Spagna, affluente di destra del Segre.
Nasce nel territorio del comune francese di Porté-Puymorens, a 1720 m, sul versante occidentale del Pic Carlit, dalla confluenza di vari torrenti fra cui il più importante è il Font-Vive, unico emissario dell'Étang de Lanoux. Il fiume scorre per circa 25 km in territorio francese nei comuni di Porta e Latour-de-Carol, attraversa la frontiera spagnola presso la Vignole, quindi giunge a Puigcerdà e continua a fluire attraverso la Spagna per circa 6 km prima di immettersi nel Segre presso Talltorta nel territorio di Bolvir. Prima di entrare nel territorio spagnolo, le acque del Carol alimentano il canale di Puigcerdà.